# Ayahuasca

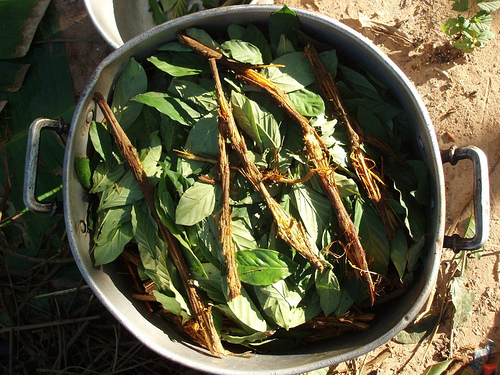
Ayahuasca y chacruna en una olla antes del proceso de hervido con agua

Ayahuasca o yagé es una bebida espiritual utilizada en la medicina tradicional de pueblos indígenas de Bolivia, Brasil, Colombia, Ecuador, Panamá, Perú y Venezuela.
Se trata de una decocción elaborada a partir de la combinación de:
- Banisteriopsis caapi (yagé o ayahuasca),[5] la cual contiene harmina y tetrahidroharmina (THH), alcaloides de la clase beta-carbolina, que actúan como inhibidores de la monoamino oxidasa (IMAO) y que permiten al componente psicoactivo primario dimetiltriptamina (DMT) entrar en actividad,[6] y
- una segunda planta que es la que contiene la molécula DMT en sí, especialmente Psychotria viridis (chacruna), Psychotria carthagenensis (amyruca) o también Diplopterys cabrerana (chagropanga o chaliponga).[7][8][9]

El consumo de la ayahuasca genera efectos alucinógenos a causa de la presencia de DMT natural de plantas como Psychotria viridis, Diplopterys cabrerana y otras.
El consumo está contraindicado para ciertas personas como mujeres embarazadas y lactantes, personas con ciertas condiciones psicológicas como el trastorno límite de la personalidad (borderline), trastornos disociativos y otras enfermedades donde se puede manifestar la psicosis. También está contraindicado para personas con condiciones físicas como la diabetes, la uremia, lupus, esclerosis múltiple, esclerosis lateral amiotrófica y personas con lesiones digestivas con potencial de hemorragia. Al contener DMT, se recomienda no consumir en combinación con algunos antidepresivos, otras sustancias psicodélicas, opioides, estimulantes y alcohol.

## Sinonimia
El preparado de la ayahuasca recibe distintos nombres dependiendo de los diferentes pueblos o regiones dónde se elabora. Las dos palabras más conocidas son yagé (Colombia, Ecuador y Perú) y ayahuasca (Bolivia, Ecuador y Perú), ambas palabras designan tanto a la planta Banisteriopsis caapi como a la bebida ritual preparada por los especialistas en medicina tradicional amazónica y la ceremonia en la que se consume.
- Ayahuasca en quechua significa «soga de los espíritus» por su etimología aya (espíritu, muerto) y waska (soga, cuerda),[5] ya que en la cosmovisión de los pueblos nativos la ayahuasca es la soga que permite que el espíritu salga del cuerpo sin que este muera.[14] Esta palabra es utilizada en Perú, Bolivia y en partes del Ecuador.
- Yagé es una palabra cofán (también se encuentra en otras fuentes escrita como yajé),[15] y es utilizada por indígenas de la Amazonia y Andes colombianos, ecuatorianos y en regiones peruanas cercanas a las fronteras de estos dos países.[16]
- Caapi o cipó proviene de la lengua Ñe'engatú de la familia lingüística tupí-guaraní, que era la lengua más extendida en la costa de Brasil y en la Amazonia colombiana (río Vaupés) antes del contacto con los europeos, y que siguió siendo extensivamente usada por los colonizadores en el primer período de la colonización portuguesa. Según Spruse, caapi traduce yerba u hoja delgada.[17] En Brasil este nombre se utiliza tanto para la bebida como para la planta B. caapi.
- Nishi Cobin en idioma shipibo significa «bebida de la sabiduría» o «bebida de los sabios».[18]
- Nixi Pae en idioma kaxinawá significa «bebida fuerte» por su etimología nixi (bebida) y pae (fuerte).[19][20][21][22]
- Uní es una palabra de los yaminawa del Brasil.[23]
- Natem es el nombre que dan los achuar[24] y los shuar[25] de Perú y Ecuador.
- Shori es el nombre dado por los sharanahua del Perú.[26]
- Hoasca es una palabra utilizada por el grupo religioso brasileño Unión del Vegetal, que beben ayahuasca.[27]
- Daime término dado por el grupo religioso brasileño Santo Daime[28] doctrina fundada por Raimundo Irineu Serra.[29]
- Kamarampi es el nombre dados por los asháninca y los matsigenka, mientras que kamalampi por los yine.[30]

## Componentes

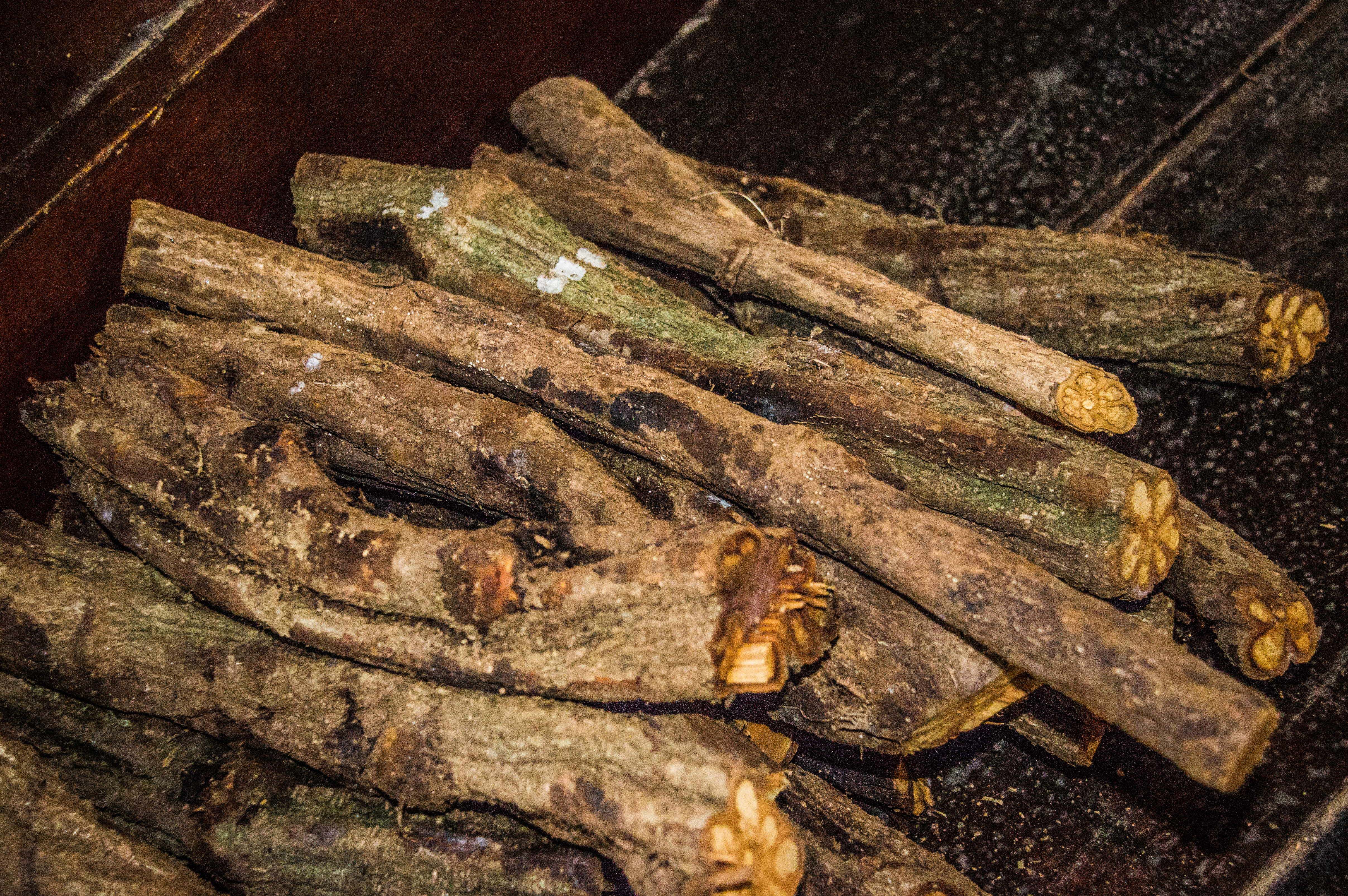
La extracción comercial de la enredadera Banisteriopsis caapi para el turismo de ayahuasca en Perú ha generado que sea más difícil hallarla en forma silvestre.

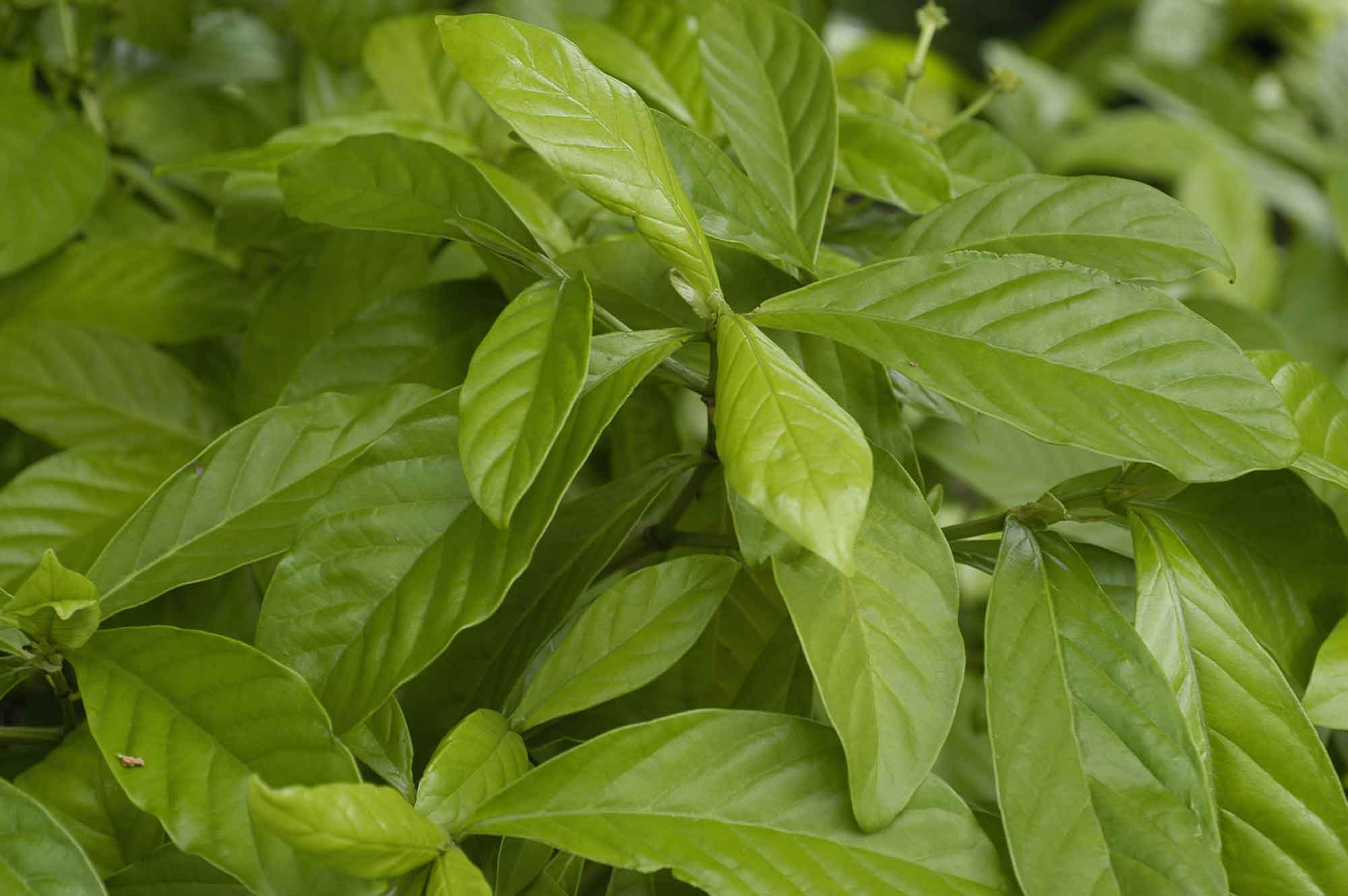
Hojas de Psychotria viridis (chacruna).

Es una decocción de la liana Banisteriopsis caapi, que contiene unas sustancias que actúan como inhibidores de la monoamino oxidasa. Las principales son harmina (un principio activo al que antes de su clasificación oficial en 1939 se le llamó banisterín, yageína), y en bajas concentraciones también presenta harmalina y harmalol. Este grupo de alcaloides β-carbolínicos no es exclusivo de Banisteriopsis, también se presenta en las semillas de Peganum harmala (ruda siria).
Uno de los preparados más comunes es la mezcla de Banisteriosis caapi con Psychotria viridis (chacruna). También se puede encontrar mezclada con Diplopterys cabrerana (chaliponga o chagropanga), Psychotria carthagenensis (amyruca) o con Mimosa tenuiflora (jurema preta o catinga). Estas plantas aportarían al preparado, en su caso, la molécula dimetiltriptamina o DMT. Con todo, la variabilidad en la composición de las diversas ayahuascas será muy grande, encontrándose en alguna de sus variantes otros componentes adicionales como el tabaco u otras plantas. El resultado es un brebaje empleado en los rituales chamánicos de varios pueblos nativos amazónicos.
Jonathan Ott, en su libro Análogos de la ayahuasca identifica varias combinaciones posibles con plantas de diversos continentes.

## Preparación y tipos
La preparación del remedio influye en la intensidad del trance y la codificación de las visones. Como resultado, existen diversas clases de yagé; su preparación variable hace que la planta le muestre y le enseñe a las personas cada vez una cosa diferente.  Existen diversos tipos de Yagé: el Yagé del Cielo, Yagé del Tigre,Yagé de Lora, Yagé de Astro y de Cacería.
En cuanto a la preparación de la ayahuasca:“…se puede preparar con varios ingredientes y con diferentes grados de intensidad, desde una
simple infusión en agua fría hasta un cocimiento
que hierve lentamente durante varios días en combinación con las hojas del arbusto de chacruna…”.

## Efectos, contraindicaciones y riesgos

### Efectos
Su consumo resulta en una serie de efectos propios de la combinación de las propiedades de los principios activos de las plantas utilizadas, entre ellos el efecto alucinógeno, psicotrípico o enteógeno. De acuerdo a los estudios, el uso regular de ayahuasca no parece inducir el patrón de problemas relacionados con la adicción que caracterizan a las drogas de abuso. Un estudio de 2012 en Brasil y publicado en PLoS One no encontró evidencia de desajuste psicológico, deterioro de la salud mental o deterioro cognitivo en un grupo que usa ayahuasca desde hace 15 años.
En general, los efectos comienzan entre 30 y 45 minutos, alcanzan su punto máximo entre 90 y 120 minutos y se resuelven a los 240 minutos. Las modificaciones fisiológicas incluyen aumentos moderados en la presión arterial, elevaciones de cortisol y prolactina en sangre y redistribución de linfocitos.
Los efectos inmediatos más frecuentes son las náuseas, vómitos, diarrea, midriasis, ataxia, sudoración o temblor. Asimismo, aumenta el flujo sanguíneo cerebral regional en las áreas frontal y paralímbica.

### Contraindicaciones
La ayahuasca, al contener DMT, está contraindicada en niños, mujeres embarazadas, mujeres lactantes, personas con ciertas condiciones psicológicas como el trastorno límite de la personalidad (borderline), trastornos disociativos y otras enfermedades donde se pueden manifestar la psicosis. También está contraindicada para personas con condiciones físicas como la diabetes, la uremia, lupus, esclerosis múltiple, esclerosis lateral amiotrófica y personas con lesiones digestivas con potencial de hemorragia. Se excluye también a las mujeres en sus primeros meses de embarazo dadas las posibilidades de un aborto al vomitar; la decocción de ayahuasca tiene propiedades eméticas.
También, está contraindicada para personas que se encuentran tomando MDMA o inhibidores selectivos de la recaptación de serotonina (ISRS) ya que el exceso de serotonina en el cuerpo les provocaría el síndrome de la serotonina, que en algunos casos puede ser mortal.

#### Interacción con otras sustancias
Al contener DMT, se recomienda no consumir con la mayoría de antidepresivos de la familia de los inhibidores selectivos de la recaptación de la serotonina (IRSS), como: citalopram (Celexa), escitalopram (Lexapro), fluoxetina (Prozac), paroxetina (Paxil, Pexeva), sertralina (Zoloft). Tampoco se recomienda mezclar con otras sustancias psicodélicas (bufotenina), opioides (debido al riesgo de aparición de síndrome serotoninérgico, que puede ser mortal), con alcohol o estimulantes como la cocaína, la anfetamina y el MDMA.

### Riesgos
En personas con ciertas condiciones psicológicas como el trastorno límite de la personalidad (borderline), trastornos disociativos y otras enfermedades donde se pueden manifestar cuadro psicótico temporal cuya duración varía de leve a severo.

#### Fallecimientos durante y después del ritual
En Perú, el 2011 en el albergue del curandero shipibo Guillermo Arévalo en Iquitos, un turista francés de 39 años fue encontrado muerto con botellas de ayahuasca. El 2012 en Puerto Maldonado, un turista estadounidense de 19 años falleció en una ceremonia de ayahuasca. Luego, el 2014 un turista ruso de 52 años falleció después de una sesión de ayahuasca también en Iquitos. El 2016, un turista filipino de 33 años en distrito de Písac, y otra turista estadounidense de 41 años en el distrito de Coya  fallecieron durante sesiones de ayahuasca, ambos en la provincia de Calca en la región Cuzco. En 2019, un canadiense de 33 años luego de tomar ayahuasca se hirió mortalmente con un cuchillo en un centro en Iquitos.

## Importancia cultural
La ayahuasca tiene un origen milenario entre las culturas del Amazonas de Perú, Venezuela, Colombia, Bolivia, Ecuador y Brasil. Varias culturas y tradiciones de los pueblos amazónicos entendieron a la poción de ayahuasca a partir del paradigma tradicional de salud propio de estos pueblos.

### Primeras descripciones de uso
En los documentos etnohistóricos coloniales se encuentran descripciones del uso del ayahuasca por parte de los pueblos de la Amazonia que habitaron las áreas del río Marañón en Perú:
- José Chantre y Herrera en su Historia de las misiones de la Compañía de Jesús en el Marañón español (1637-1767) —información recopilada de los documentos jesuitas— da una primera descripción detallada:[60]

En otras naciones se destina una noche entera para la adivinación. Para este efecto señalan la casa más capaz del contorno porque ha de acudir mucha gente a la función... El adivino cuelga su cama en medio... y pone al lado un infernal brebaje, que llaman ayaguasca, de singular eficacia para privar de sentido. Hácese un cocimiento de vejucos o hierbas amargas, que con el mucho hervir ha de quedar muy espeso. Como es tan fuerte para trastornar el juicio en poca cantidad, la prevenida no es mucha, y cabe en dos pocitos pequeños. El hechicero bebe cada vez una pequeñísima poción, y sabe muy bien cuántas veces puede probar del cocimiento sin privarse de juicio para llevar con formalidad la función y regir el coro...
Dispuestas así las cosas, toma su asiento el adivino en medio de los hombres y a vista de todos echa en un vasito pequeño del cocimiento prevenido y bebe una o dos veces sin hablar palabra. A poco tiempo hace operación el ayaguasca, empieza a calentarse y da principio a una cantinela...
Repite muchas veces el embustero las mismas palabras,... bebe este otra vez y carga más la mano; transportado casi enteramente, empieza como loco y furioso a gritar, parlar sin concierto y hacer ademanes y visajes, hasta que cae redondo en la cama o tabladillo; todo lo que dice cuando está ya privado lo tienen por oráculo...
1637-1767

- Juan Magnin en su Breve Descripción de la Provincia de Quito, en la América meridional de sus Misiones... de Maynas del P. de la Comp. de Jhs. a las orillas del Gran Río Marañón, hecha para el Mapa que se hizo el año 1740 (ca. 1734-1740), da una mención muy breve, no detallada:[61]

...tienen para el caso, ojas, raízes, sumos, bejucos, como son el hurupschi, ayahuessa, corahuana, Maviari o florecitas de amor, y otros;...
ca. 1734-1740

- Pablo Maroni en su Noticias auténticas del famosos río Marañón y missión apostólica de la Compañía de Jesús de la provincia de Quito en los dilatados bosques de dicho río. (ca. 1737), brinda una descripción del uso del ayahuasca y del ‘floripondio blanco:[62]

Para adivinar, usan beber el zumo, unos de floripondio blanco, que por la figura llaman también Campana, otros de un bejuco que se llama vulgarmente Ayahuasca, ambos muy eficaces para privar de los sentidos, y aun de la vida, en cargando la mano. Deste usan también a veces para curarse de enfermedades habituales, principalmente de dolores de cabeza. Bébele, pues, el que quiere adivinar con ciertas ceremonias, y estando privado de los sentidos boca abajo, para que no le ahogue la fuerza de la hierba, se está así muchas horas y a veces aun los dos y tres días, hasta que haga su curso y se acabe la embriaguez. Pasada esta, hace refecsion (sic) de lo que le representó la imaginativa, que sola y a ratos le debe quedar para delirar, y esto es lo que da por hecho y lo propala como oráculo.
ca. 1737

- El sacerdote jesuita Franz Xavier Veigl describe en Informaciones precisas sobre la constitución de la región de Maynas en America del Sur hasta 1768 el uso de la ayahuasca en la región de Loreto en Perú de la siguiente manera:[63][64][65]

De los vegetales nocivos cabe mencionar en primer lugar la hayac-huasca, lo que significa “soga amarga”, empleada únicamente para prácticas supersticiosas y hechicerías. Este vegetal es de la clase del mencionado bejuco, pero trepa en forma de una cinta ancha, parecida a la corteza de árbol, los ár-boles más altos. Los indios, al tomar el brebaje preparado con no sé que ritual,van cayendo en prolongado estado de completa inconsciencia.
Franz Xavier Veigl (1768)

### Usos tradicionales

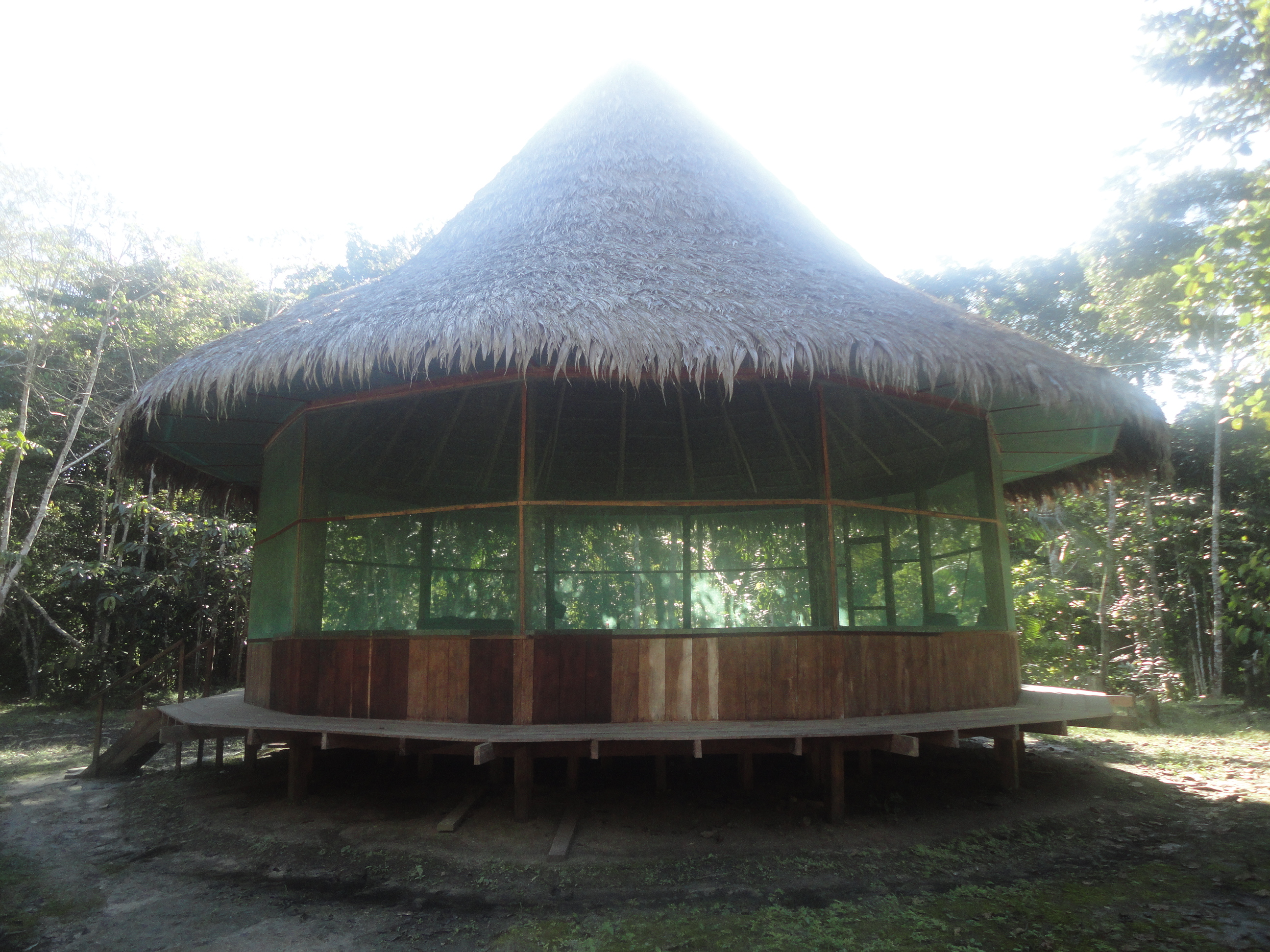
Maloca o casa ceremonial en Iquitos, Perú.

Los shipibo-conibo hacen uso del ayahuasca con el nombre de oni cobin o nishi cobin en sus ceremonias y ritos de curación desde tiempos muy antiguos. Los chamanes shipibos (junes, onayas, murayas y mutsarawas por su rango) herederos del conocimiento ancestral de las diferentes mezclas, preparaciones y usos del ayahuasca, utilizan estas adiciones para diferentes motivos, determinando las plantas que agregan según el efecto u objetivo buscado, ritual, ceremonial o curativo. El grupo étnico shuar del sur y la frontera del Ecuador y Perú (jíbaros por como los llamaron los españoles), hacen uso de la ayahuasca con el nombre de natem por los uwishin (nombre del chamán Shuar). Del mismo modo las comunidades Inga y Kamsá en la amazonía colombiana hacen uso del yagé para la práctica etnomedicinal.
Brabec de Mori distingue dos tipos de usos tradicionales:
- la primera forma es el uso de ayahuasca por un especialista (alrededor del 95% hombres), quien luego usa su clarividencia para curar, manipular o hechicería, mientras que sus pacientes, víctimas o audiencia no ingieren la decocción.
- la segunda forma de uso de la ayahuasca se realiza dentro de un grupo, generalmente de hombres, para experimentar los efectos como un entretenimiento cinematográfico, para fortalecer la identidad del grupo, para adquirir ciertas habilidades o para lograr el éxito en la guerra y la caza.

#### Patrimonio inmaterial en Perú
En el contexto de su uso tradicional, y amparándolo bajo el art. 2º de la Convención para la Salvaguarda del Patrimonio Cultural Inmaterial de la UNESCO, el 24 de junio de 2008 el gobierno peruano declaró al uso tradicional del ayahuasca Patrimonio Cultural de la Nación mediante Resolución Directoral Nacional n.° 836/INC: 

SE RESUELVE: 
Declarar Patrimonio Cultural de la Nación a los conocimientos y usos tradicionales del Ayahuasca practicados por las comunidades nativas amazónicas, como garantía de continuidad cultural.

La medida se tomó tras la petición de las comunidades indígenas tras un trabajo de documentación encargado a la investigadora Rosa Giove Nakazawa. Otros países, como Brasil, Ecuador y Bolivia, realizan trámites para otorgarle el mismo reconocimiento.

### Apropiación cultural
Se considera apropiación cultural a la adopción o uso indebido de elementos culturales por parte de miembros de otra cultura. En este caso el uso y abuso de la ayahuasca por parte de personas ajenas a las culturas originarias que consumen esta bebida en búsqueda de experiencias lúdicas o incluso con fines medicinales y rituales pero convirtiéndolo en un negocio e incluso exotizándolo. También existen quiene se habilitan como chamanes para preparar y dar el yagé o alguna bebida psicoactiva en supuestos rituales espirituales, como el que dirigió el actor porno español Nacho Vidal y donde murió una persona.
Más allá de los riesgos a la vida y la salud se están depredando  las plantas de la ayahuasca y la chacruna que son silvestres y cuyo uso ritual incluyen ir a la selva a recolectarlas, hoy día algunos curanderos y chamanes denuncia que se han visto en la necesidad de ir al mercado a comprar la planta para atender a sus comunidades.De acuerdo con el Dr. Charles Grob, profesor de la UCLA e investigador que realizó estudios sobre la ayahuasca en Brasil entre los años 1990 y principios de los 2000, no solo existe apropiación cultural sino también biopiratería.

#### Biopiratería de la ayahuasca
En 1996, la Coordinadora de las Organizaciones Indígenas de la Cuenca Amazónica (COICA) descubrió que en 1986 la Oficina de Patentes y Registro de Marcas de Estados Unidos (USPTO) había otorgado una patente sobre la ayahuasca, con el número de registro 5,571, a Loren Miller, director de la empresa International Plant Medicine Corporation, quien alegaba haber obtenido una variación de la Banisteriopsis caapi, la cual, a su vez, había obtenido de una familia indígena Tagaeri de la amazonia ecuatoriana y que había logrado hacer crecer en Hawái.
En 1999, la COICA inició un proceso de invalidación de la patente ante la USPTO con la ayuda del Centro Internacional de Legislación Ambiental. Si bien la patente fue suspendida provisionalmente en noviembre de 1999 bajo el argumento de que la planta ya estaba descrita previamente dentro de Estados Unidos en un herbario de Michigan; no obstante, en enero de 2001 la patente fue devuelta a Miller tras una reexaminación.Sin embargo, esta nueva protección patentaba solamente a la variedad de liana que plantó y los esquejes de ella reproducidos asexualmente. Finalmente, la patente expiró el 17 de junio de 2003.

### Usos modernos

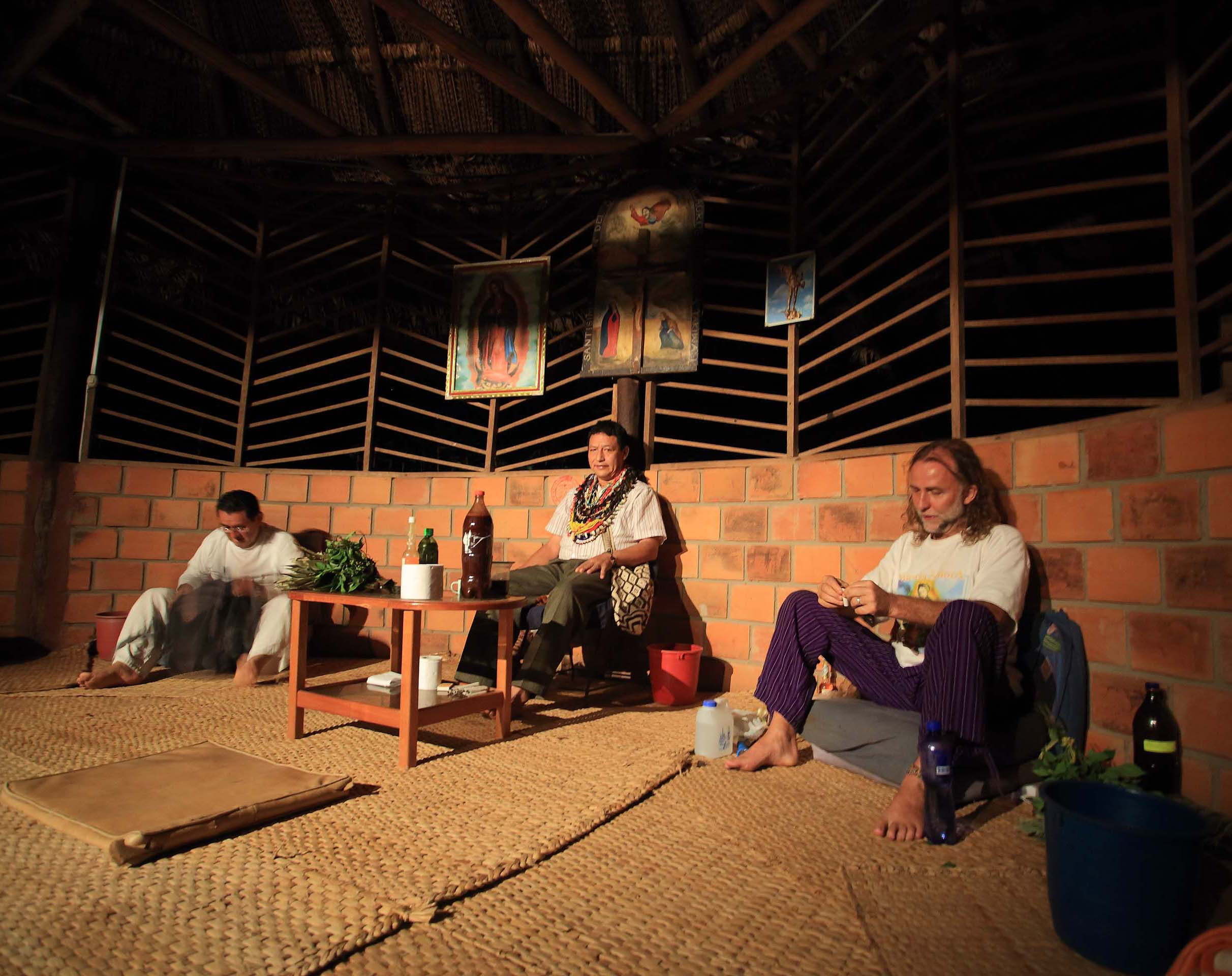
Escenario de ceremonia de ayahuasca contemporánea en el Centro Takiwasi en Tarapoto, Perú

Hoy en día existen una gran diversidad de rituales que utilizan la bebida de acuerdo a dinámicas culturales y las tradiciones de los pueblos amazónicos. Incluso se han descrito y estudiado las tomas rituales sincréticas de ayahuasca en ciudades andinas como Písac en Cusco, europeas como Barcelona y norteamericanas, entre ellas las de origen brasileño como las del Santo Daime y la Unión del Vegetal (UDV).

#### Curanderismo mestizo en Iquitos
En la ceremonia de ayahuasca contemporánea en el contexto del turismo de ayahuasca en la ciudad de Iquitos, los participantes se sientan en el suelo formando un semicírculo, mientras el curandero mestizo va soplando humo de un cigarro de mapacho, sahumando con el humo de palo santo y distribuyendo agua de Florida a los presentes y a su alrededor para ahuyentar las «energías negativas».
En el centro del semicírculo el curandero dispone la ayahuasca y los materiales necesarios para la ceremonia, que puede durar hasta 7 horas, durante las cuales, el guía entona sus cantos, llamados íkaros. Entre 20 y 45 minutos después de la ingesta de la bebida los participantes comienzan a notar sus efectos, conocidos como «mareación de ayahuasca». Algunos pueden sufrir vómitos, diarreas, sudoraciones u otros efectos.

#### Iglesias ayahuasqueras de Brasil
La ayahuasca es, asimismo, el sacramento de varias iglesias brasileñas, como el Santo Daime, la Barquinha o la União do Vegetal, que se han expandido por Estados Unidos y Europa, con un uso adecuado y respaldado por la experiencia y las investigaciones del gobierno brasileño y americano. Estas instituciones religiosas, de corte sincrético e integradoras del complejo legado cultural amazónico en el que convergen lo puramente amazónico y lo cristiano, han constatado el progresivo reconocimiento de su actividad y práctica religiosa. Tal reconocimiento jurídico encuentra su base en el ejercicio de la libertad religiosa y en tanto expresión tradicional de la cultura amazónica.

#### Extensión hacia otros países
La fama de la ayahuasca en el mundo se debe en parte al libro The Yage Letters (Las cartas de la ayahuasca), (1963), escrito en colaboración entre los escritores estadounidenses William S. Burroughs y Allen Ginsberg, el cual contiene mayormente cartas de Burroughs escritas en el año 1953 durante «su segundo viaje por tierras latinoamericanas en busca del yagé o ayahuasca», que lo llevarían a una breve estadía en la selva amazónica peruana, donde experimenta con ayahuasca. El libro finaliza con la correspondencia escrita por Ginsberg en el año 1960, durante su permanencia en Perú, que detalla sus propios experimentos con ayahuasca.

#### Turismo de ayahuasca
El turismo de ayahuasca es un tipo de turismo que implica viajar a Sudamérica, principalmente en Perú, con el objetivo de contratar una serie de servicios vinculados al uso no tradicional de la decocción ayahuasca en un albergue durante una estancia de corta duración. Este tipo de turismo es criticado tanto por la apropiación cultural por parte de personas de origen no amazónico como por los impactos a las comunidades tradicionales, la mercantilización de una práctica de la medicina tradicional amazónica, la explotación laboral y mala paga de curanderos y curanderas por parte de los centros de sanación de extranjeros, ser una actividad informal que en la mayoría de casos no contribuye con impuestos, la depredación de las especies botánicas utilizadas en la preparación de la decocción y por los crímenes asociados a los rituales.

## Legislación

### A nivel internacional
El alcaloide DMT (N,N-dimetiltriptamina), uno de los componentes de la poción de ayahuasca, se encuentra dentro de la Lista 1 de la Convención sobre sustancias psicotrópicas de las Naciones Unidas de 1971 y por lo tanto se encuentra fiscalizado. No obstante, las plantas y los preparados que contienen DMT, al igual que la decocción ayahuasca, no se encuentran sujetos a fiscalización de acuerdo a una carta específica del Secretario del Consejo de la Junta Internacional de Estupefacientes (JIFE) del 2000 y al Informe Anual 2010:

Ninguna planta (ni materiales vegetales) que contengan DMT se encuentran actualmente fiscalizados de acuerdo a la Convención sobre sustancias psicotrópicas de 1971. Por consiguiente, los preparados (ej. decocciones) elaborados a partir de estas plantas, incluyendo a la ayahuasca, no están bajo fiscalización internacional y, por lo tanto, no están sujetos a ningún artículo dentro de la Convención de 1971.
Control Internacional de los Preparados de Ayahuasca, 2000
Junta Internacional de Fiscalización de Estupefacientes

Sin embargo, en el Informe Anual 2012 de la JIFE, se recomienda a los gobiernos adoptar medidas apropiadas a nivel nacional ya que el uso de esas sustancias se vincula a riesgos tanto físicos como psicológicos:

Art. 331. La Junta también observa la popularidad cada vez mayor de prácticas que tienen presuntas connotaciones espirituales, como el “turismo espiritual”, y que sirven para encubrir el consumo de sustancias psicoactivas de origen vegetal. En varios centros de todo el mundo se ofrecen “viajes iniciáticos” con la presencia y asistencia de un chamán. Algunas agencias de viajes en línea ofrecen “viajes iniciáticos” “supervisados” por chamanes, pese a que esos actos suelen estar totalmente al margen del contexto sociocultural que ellos afirman representar. Las prácticas chamánicas aplicadas durante esos viajes iniciáticos, entre ellas el trance, los éxtasis, las alucinaciones y la adivinación, se ejercitan principalmente ingiriendo preparados de materias vegetales que contienen las sustancias psicoactivas mencionadas anteriormente. 

Art. 332. La Junta observa con preocupación que el uso de esas sustancias se ha vinculado a diversos riesgos graves para la salud, tanto físicos como psicológicos, e incluso a riesgos mortales. Por consiguiente, señala a la atención de los gobiernos el hecho de que la utilización de esas materias vegetales con cualquier propósito podría constituir una práctica sumamente peligrosa.

Art. 334. La Junta reitera su recomendación a los gobiernos de los países en que esas materias vegetales pueden ser objeto de uso indebido y de tráfico, en el sentido de que sigan atentos a todo lo que ocurra, y les recomienda también que adopten medidas apropiadas a nivel nacional cuando la situación así lo exija.
Informe Anual 2012
Junta Internacional de Fiscalización de Estupefacientes

## En el arte
- César Calvo publicó en 1981 su novela Las tres mitades de Ino Moxo y otros brujos de la Amazonía, un relato mítico visionario por la amazonía profunda a través de encuentros con curanderos y la ayahuasca.[108]
- Nora de Izcue realizó en 1982 el largometraje de ficción El viento del Ayahuasca, una historia romántica ambientada en Iquitos en el contexto de las creencias mágico-religiosas de la amazonía peruana.[109]
- La ayahuasca es la principal influencia de Pablo Amaringo, pintor peruano reconocido por la ONU y de la etnia shipibo-conibo. En el libro Ayahuasca Visions (1991), realiza una interpretación de las visiones en sus cuadros brindando una original mirada a la cosmovisión amazónica.[110]
- El uso del ayahuasca fue primordial en la escritura del poemario Libro del sol (2000),[111] del poeta peruano Josemári Recalde (Lima, 1973-2000), así como en el resto de su obra editada póstumamente (Libro del sol y otros poemas, 2009).[112]
- Gran parte de la obra plástica del artista peruano Christian Bendayán (1973), oriundo de la ciudad de Iquitos, está inspirada en el uso del ayahuasca.
- El grupo peruano de música electrónica Dengue Dengue Dengue! ha basado parte de su música y vestimenta en los rituales y visiones de ayahuasca.[113]
- El grupo español de rock Mägo de Oz, en su álbum Gaia III: Atlantia, le dedica una canción: «La soga del muerto (ayahuasca)».
- Allen Ginsberg viajó desde Lima hasta Pucallpa, en los años 50, para participar en un ritual con ayahuasca.
- El grupo de rock argentino La Renga incluye en su disco Despedazado por mil partes (1996) la canción «Paja brava», que nombra la ayahuasca y otras plantas medicinales o alucinógenas.
- La banda española de pop rock Taburete tiene un álbum llamado Madame Ayahuasca.
- Durante la grabación del álbum Sueño Stereo, el músico Gustavo Cerati compuso la letra de las canciones «Planta» y «Moiré» bajo los efectos de la ayahuasca.
- Es mencionada durante el episodio cuatro de la segunda temporada de Scream.
- La novela gráfica Bilis Negra del científico y poeta chileno Mario Markus narra los efectos de la ayahuasca en un joven que quiere averiguar lo que le ha pasado a su mejor amigo, que ha «perdido el alma» debido a una experiencia con la teleportación.[114]